# Liste der Baudenkmale in Picher
In der Liste der Baudenkmale in Picher sind alle Baudenkmale der Gemeinde Picher (Landkreis Ludwigslust-Parchim) und ihrer Ortsteile aufgelistet (Stand: Januar 2021).

## Legende
In den Spalten befinden sich folgende Informationen:
- ID-Nr: Die Nummer wird von den Denkmalämtern der Landkreise vergeben. Wenn sie nicht bekannt ist, bleibt die Spalte leer. In dieser Spalte kann sich zusätzlich das Wort Wikidata befinden, der entsprechende Link führt zu Angaben zu diesem Denkmal bei Wikidata.
- Lage: die Adresse des Denkmales und die geographischen Koordinaten.
Link zu einem Kartenansichtstool, um Koordinaten zu setzen. In der Kartenansicht sind Denkmale ohne Koordinaten mit einem roten bzw. orangen Marker dargestellt und können in der Karte gesetzt werden. Denkmale ohne Bild sind mit einem blauen bzw. roten Marker gekennzeichnet, Denkmale mit Bild mit einem grünen bzw. orangen Marker.
- Bezeichnung: Bezeichnung, so wie sie in den offiziellen Listen der Denkmalämter steht. Ein Link hinter der Bezeichnung führt zum Wikipedia-Artikel über das Denkmal. Wenn die Bezeichnung der Denkmalämter inhaltlich fehlerhaft ist, ist in der Spalte „Beschreibung“ darauf hinzuweisen.
- Beschreibung: Beschreibung des Denkmales
- Bild: ein Bild des Denkmales und gegebenenfalls einen Link zu weiteren Fotos des Denkmals im Medienarchiv Wikimedia Commons

## Picher
| ID | Lage                       | Bezeichnung                                 | Beschreibung | Bild                      |
| -- | -------------------------- | ------------------------------------------- | --- | ------------------------- |
|    | Hagenower Straße 9 (Karte) | ehem. Forsthaus                             | |                           |
|    |                            | Gefallenendenkmal 1870/1871 und Baumbestand | |                           |
|    | Kirchplatz (Karte)         | Kirche mit Feldsteinmauer                   | Neogotische, dreischiffige Backsteinkirche erbaut nach Plänen von Georg Daniel von 1875 bis 1879; Schleifladenorgel von 1880 von Johann Heinrich Runge; Sanierungen von 1998 bis 2008. Frühere gotische Backsteinkirche von 1319, mehrfach umgebaut und 1868 bis 1875 abgerissen. | Kirche mit Feldsteinmauer |
|    | Lindenstraße 1 (Karte)     | Pfarrhaus                                   | |                           |

## Jasnitz
| ID | Lage                              | Bezeichnung                                                                                              | Beschreibung | Bild |
| -- | --------------------------------- | --- | --- | --- |
|    | Bahnhofstraße 1                   | Bahnhof                                                                                                  | Der Bahnhof Jasnitz ging 1876 in Betrieb und diente vor allem dem Großherzoglichen Hof. Das Gebäude war einer der wenigen Fürstenbahnhöfe in Mecklenburg. Seit 1997 stand das Empfangsgebäude leer, im November 2014 wurde es abgerissen. | Bahnhof                                                                                                  |
|    | Lange Straße 9 (Karte)            | Wohnhaus                                                                                                 | | |
|    | Lange Straße 18 (Karte)           | Katen | | |
|    | Lange Straße 19 (Karte)           | Schule                                                                                                   | | Schule                                                                                                   |
|    | Lange Straße 21 (Karte)           | Forsthof mit Wirtschaftsgebäuden (4 Scheunen) und mit 3 Wildfütterscheunen, Revier Lüblow Abt. 8, 15, 24 | | Forsthof mit Wirtschaftsgebäuden (4 Scheunen) und mit 3 Wildfütterscheunen, Revier Lüblow Abt. 8, 15, 24 |
|    | Lange Straße 22 (Karte)           | Wohnhaus                                                                                                 | | |
|    | Lange Straße an der "Kaiserwiese" | Gedenkstein "F.F.III - 5.10.1896                                                                         | | |